# Panic Button
Panic Button é um filme independente dos gêneros terror e suspense produzido no Reino Unido, dirigido por Chris Crow e lançado em 2011.